# 康什河畔勒布勒沃
康什河畔勒布勒沃（法語：Rebreuve-sur-Canche，法語發音：[ʁəbʁœv syʁ kɑ̃ʃ]）是法国上法蘭西大區加来海峡省的一个市镇，属于阿拉斯区。

## 地理
康什河畔勒布勒沃（50°15'53"N, 2°20'27"E）面积8.28 平方千米，位于法国上法蘭西大區加来海峡省，该省份为法国北部沿海省份，西北濒北海，南至索姆省，东临北部省。
与康什河畔勒布勒沃接壤的市镇（或旧市镇、城区）包括：博尼耶尔、康什河畔布雷、卡内特蒙、乌万-乌维尼厄勒、伊韦尔尼、勒布勒维耶特、锡比维尔、勒苏伊什、布克迈松。

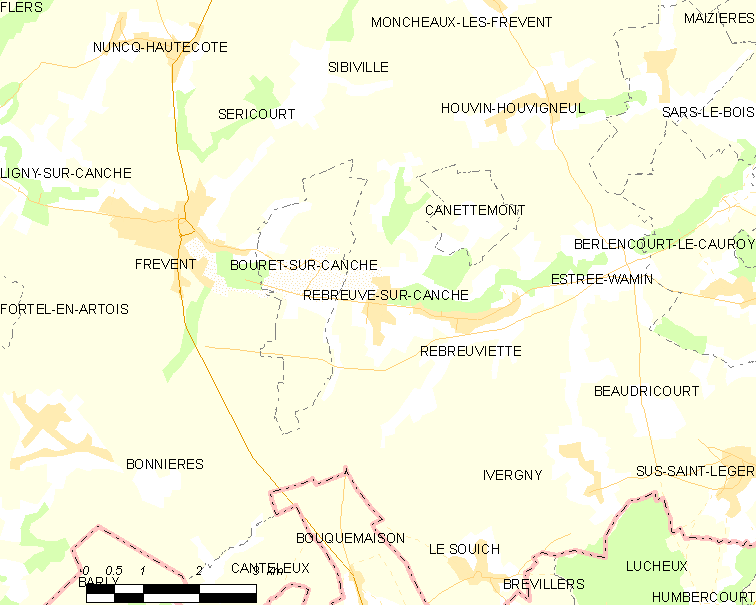
康什河畔勒布勒沃的OSM定位图

康什河畔勒布勒沃的时区为UTC+01:00、UTC+02:00（夏令时）。

## 行政
康什河畔勒布勒沃的邮政编码为62270，INSEE市镇编码为62694。

## 政治
康什河畔勒布勒沃所属的省级选区为阿韦讷勒孔特县。

## 人口

1962-2008年间康什河畔勒布勒沃人口变化图示

康什河畔勒布勒沃于2022年1月1日时的人口数量为188人。